# Ryczki (Harasiuki)
Pour les articles homonymes, voir Ryczki (Ulanów).
Ryczki est une localité polonaise de la gmina de Harasiuki, située dans le powiat de Nisko en voïvodie des Basses-Carpates.